# Морвиль (приорство)
Морвиль (англ. Morville) — средневековое бенедиктинское приорство в Англии, в графстве Шропшир.
Точное месторасположение не сохранившихся до наших дней зданий приорства неизвестно. С незначительными изменениями до нас дошла только его церковь, посвящённая Св. Григорию. Согласно местной традиции, на месте приорства построен Морвиль Холл, особняк XVI века, перестроенный в XVIII в. Однако оно могло располагаться и по другую сторону от церкви (недоступная ссылка).

## История
В англосаксонский период при церкви в Морвиле существовала община из восьми каноников. Между 1083 и 1086 Роджер, граф Шрусбери, даровал эту церковь аббатству Шрусбери. Новая приходская церковь, построенная в 1118, перешла под власть аббатства около 1138, с согласия епископа Херефордского.
В административном и финансовом отношении приорство было полностью подчинено аббатству Шрусбери; все его доходы считались собственностью аббатства. В свою очередь, приорству было подчинено несколько капелл. Вероятно, численность монахов никогда не превышало 2 или 3 человека; в 1518 и 1521, и, по-видимому, в 1372 приор проживал в монастыре один . Имена приоров упоминаются в источниках эпизодически; как правило, в связи с теми или иными эксцессами. Так, приор Джон Wallensis (Уэльсец) в 1253 был обвинён в получении части туши оленя, незаконно застреленного в королевском лесу  (недоступная ссылка). Последнему приору, бывшему аббату Шрусбери Ричарду Маршаллу (отрёкшемуся от аббатства в 1529), Морвиль, после ликвидации его монастырского статуса в 1540, был пожалован королём в пожизненное владение. В это время доходы приорства составляли приблизительно 30 фунтов; однако оно само лежало в руинах, и приор (скончавшийся в 1558), по-видимому, проживал в ином месте, поскольку к 1546 это место находилось в руках иного (светского) владельца .

## Приоры Морвиля
- Джон, упом. 1220.
- Джон Wallensis, упом. 1253.
- Джон Perle, упом. 1353.
- Уолтер, упом. 1364.
- Уильям Ball, упом. 1450.
- Джон Coly, упом. ок. 1480.
- Уильям Gough, упом. 1518, 1521.
- Ричард Broughton, упом. до 1529.
- Ричард Marshall или Baker, 1529-1540.

## Внешние ссылки
- церковь приорства